# 贾瓦尔
贾瓦尔（Jawar），是印度中央邦Sehore县的一个城镇。总人口7131（2001年）。

## 人口
该地2001年总人口7131人，其中男性3699人，女性3432人；0—6岁人口1274人，其中男656人，女618人；识字率52.90%，其中男性为65.07%，女性为39.77%。